# Astrophytum ornatum
Astrophytum ornatum, conocido comúnmente como cactus estrella, es una especie de planta suculenta perteneciente al género Astrophytum, dentro de la familia Cactaceae. Es endémica del noreste de México.

## Descripción

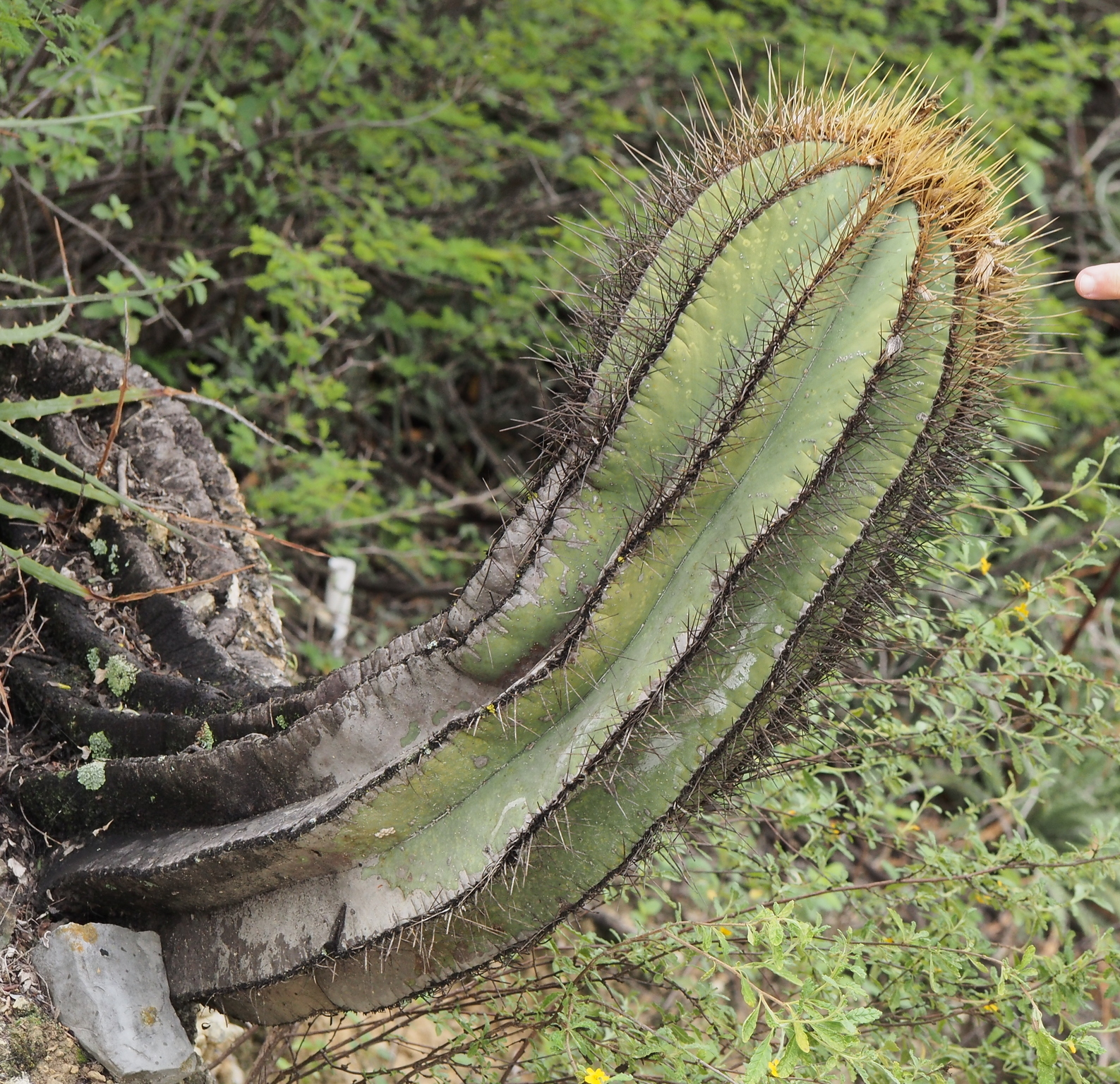
Planta en su hábitat

Astrophytum ornatum es una especie de cactus con forma de estrella que crece de forma solitaria. Su tallo es globoso o esférico cuando es joven, y pasa a ser cilíndrico (columnar) con la edad. Puede llegar a medir de 20 a 120 cm (o más) de ato, con un diámetro de hasta 30 cm. Es de color verde grisáceo a verde oscuro, con el cuerpo cubierto por motas en forma de escamas lanudas (tricomas) de color blanco o amarillo, las cuales se disponen en bandas que forman un patrón ornamentado.
Presentan de 5 a 10 costillas (generalmente 8), que pueden ser rectas o en espiral, bastante prominentes, fuertemente comprimidas, más o menos sinuosas y crenadas (con muescas). Sobre ellas se sitúan las areolas separadas de 1 a 5 cm, de color blanco amarillento afieltrado, que más tarde pasan a ser glabrescentes (casi sin pelo). Tienen generalmente 1 espina central grande y de 5 a 11 espinas radiales robustas, de 2-4 cm de largo, generalmente rectas y comprimidas lateralmente. Son de color amarillo ámbar, más tarde marrones y finalmente se vuelven grises con la edad.

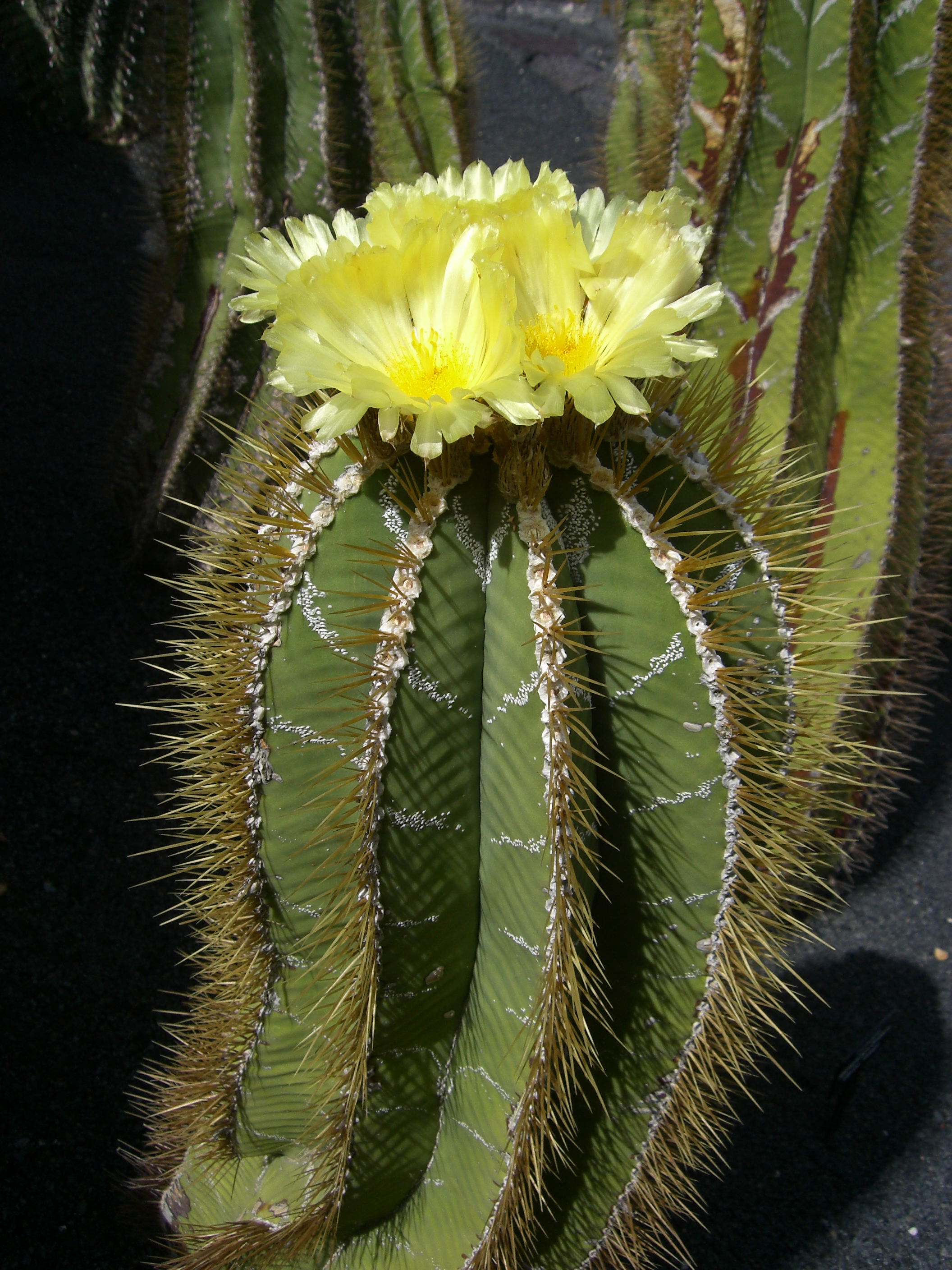
Detalle de la floración

Las flores son de color amarillo limón y miden de 7 a 12 cm, de largo. Los frutos se abren en forma de estrella. Carecen de pulpa por lo que son secos y coriáceos, y contienen semillas negras en su interior. 

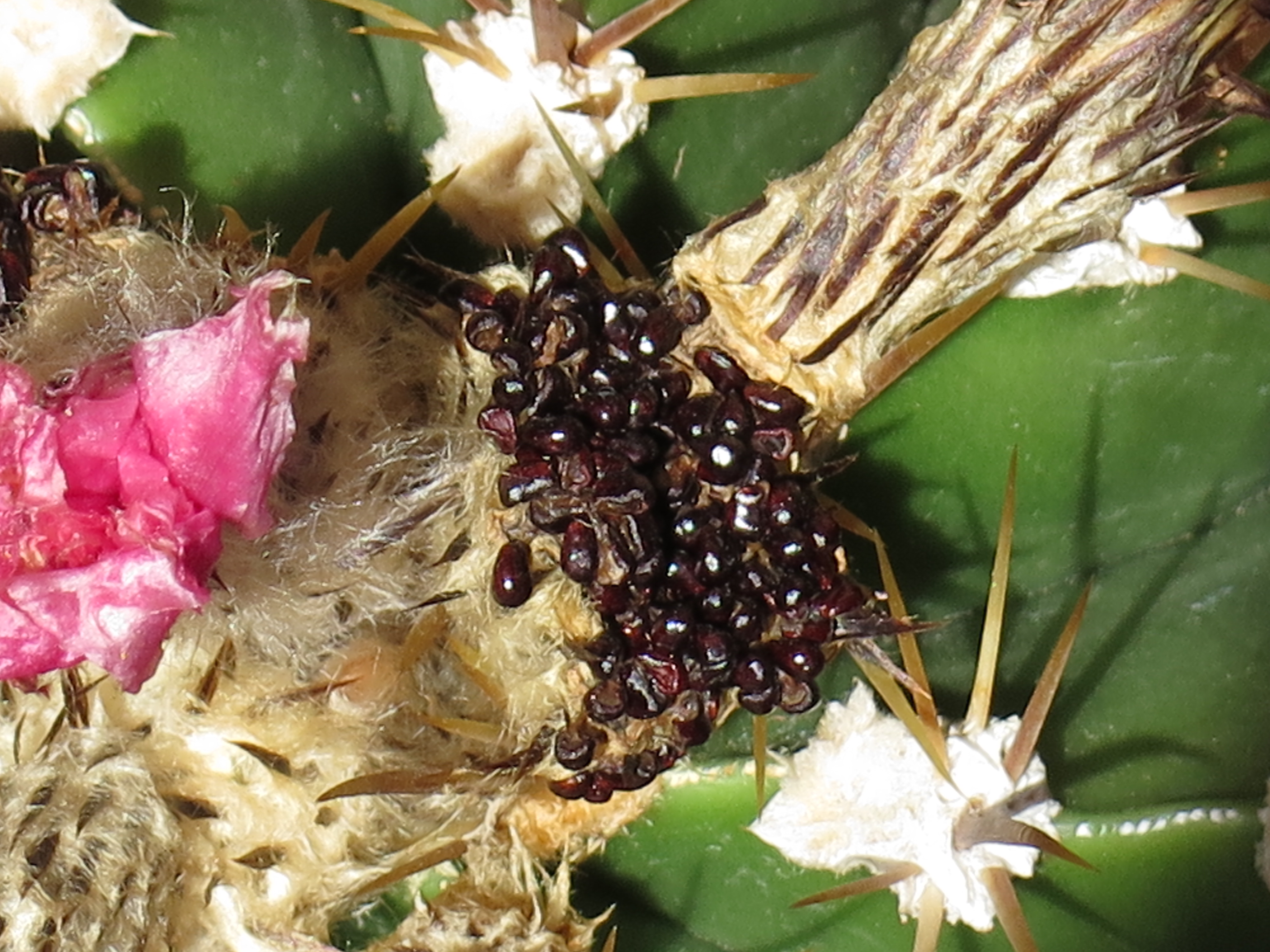
Detalle del fruto y las semillas

## Distribución y hábitat
El área de distribución nativa de esta especie es el noreste de México (hasta Veracruz) y crece principalmente en biomas desérticos o de matorrales secos, a altitudes entre 800 y 2000 metros sobre el nivel del mar.
Concretamente crece principalmente en cañones silvestres y acantilados de piedra caliza, llegando a encontrarse incluso en paredes rocosas casi verticales. También puede crecer en zonas rocosas de bosques caducifolios. 

## Taxonomía
La primera descripción de esta especie fue como Echinocactus ornatus, publicada en 1828 por el botánico suizo Augustin Pyrame de Candolle en la revista científica Mémoires du Muséum d'Histoire Naturelle 17: 114.
Más tarde, los botánicos estadounidenses Nathaniel Lord Britton y Joseph Nelson Rose trasladaron la especie al género Astrophytum, por lo que pasó a llamarse Astrophytum ornatum. Registraron estos cambios en el libro The Cactaceae; descriptions and illustrations of plants of the cactus family 3: 185, publicado en 1922.
Etimología
- Astrophytum: nombre genérico que deriva de las palabras griegas astro (que significa 'estrella'), y phyton (que significa 'planta'), por lo que se puede traducir como "planta con forma de estrella", haciendo referencia a la forma estrellada de algunas especies de este género de cactus.[3]
- ornatum: epíteto específico que deriva de la palabra latina ornatus, que significa 'adornado' o 'decorado', haciendo referencia a las atractivas espinas que presenta la especie.[4]

Sinonimia
- Asphytum glabrescens F.A.C.Weber, 1896
- Astrophitum ornatum var. glabrescens (F.A.C.Weber) Frič, 1925
- Astrophitum ornatum f. glabrescens (F.A.C.Weber) Krainz, 1965
- Astrophitum ornatum subvar. glabrescens (F.A.C.Weber) Backeb., 1961
- Astrophitum ornatum f. mirbelii (Lem.) Krainz, 1965
- Astrophitum ornatum var. mirbelii (Lem.) Frič, 1925
- Astrophitum ornatum var. niveum Schütz & Fleisch., 1971
- Astrophitum ornatum var. virens Schütz & Fleisch., 1971
- Echinocactus ghiesbrechtii Salm-Dyck, 1850
- Echinocactus haageanus (Linke) C.F.Först., 1885
- Echinocactus holopterus Miq., 1838
- Echinocactus mirbelii Lem., 1838
- Echinocactus ornatus DC., 1828 (basónimo)
- Echinocactus ornatus var. glabrescens F.A.C.Weber, 1896
- Echinocactus ornatusf . glabrescens (F.A.C.Weber) Schelle, 1907
- Echinocactus ornatus var. mirbelii Croucher, 1873
- Echinocactus tortus Scheidw., 1838
- Echinofossulocactus holopterus (Miq.) Lawr., 1841
- Echinofossulocactus mirbelii (Lem.) Lawr., 1841
- Echinopsis haageanus Linke, 1858

## Estado de conservación
En la Lista Roja de Especies Amenazadas de la UICN, la especie está clasificada como “Vulnerable (VU)”.
Sus mayores amenazas son la destrucción del hábitat debido al pisoteo del ganado (cabras), cambios de uso del suelo, la minería y la recolección ilegal. 

## Usos
Se cultiva principalmente como planta ornamental en suelo bien drenado y su propagación de realiza normalmente a través de semillas. Tolera el frío hasta los -4 °C.

## Galería

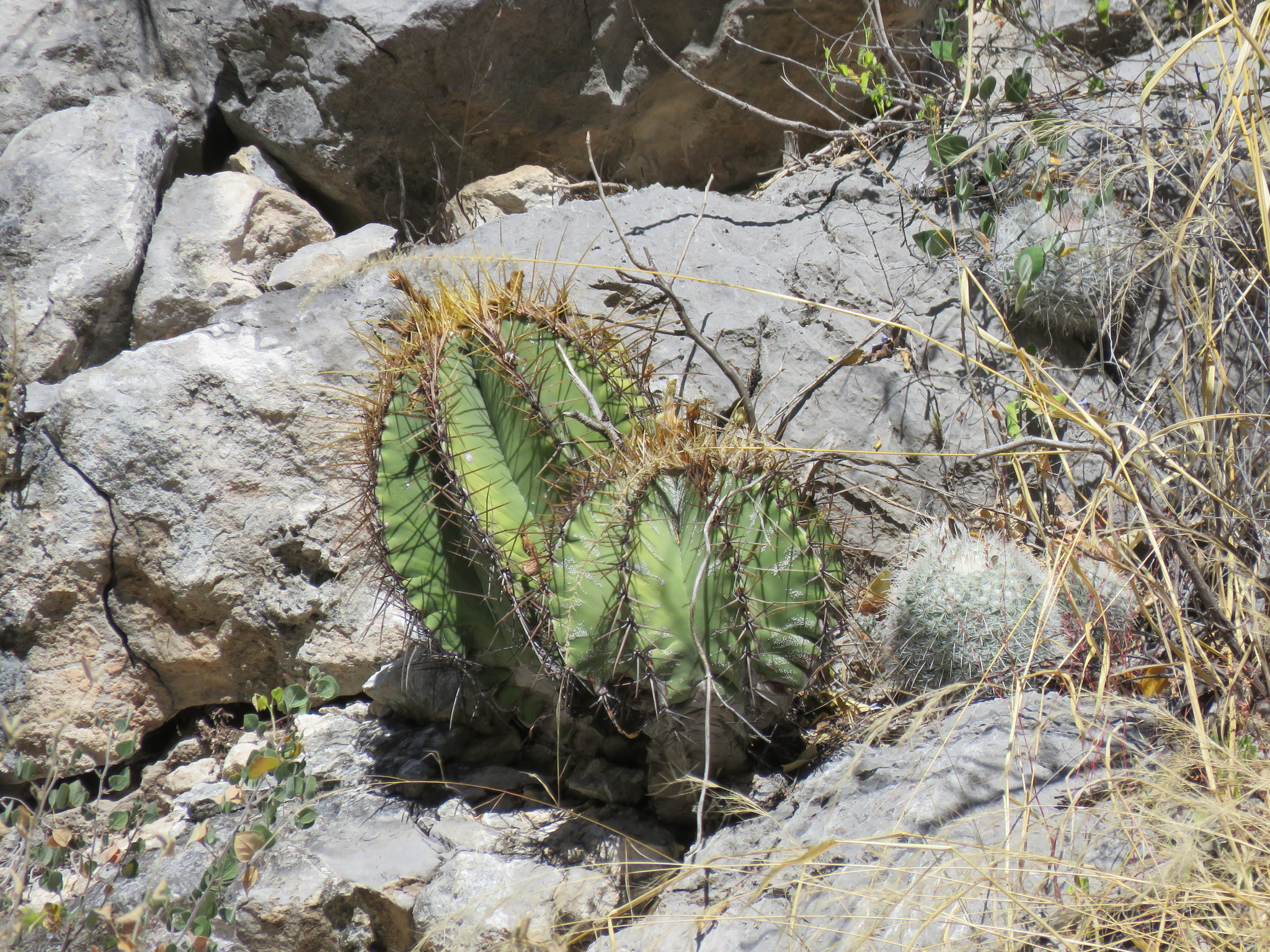
Planta en su hábitat
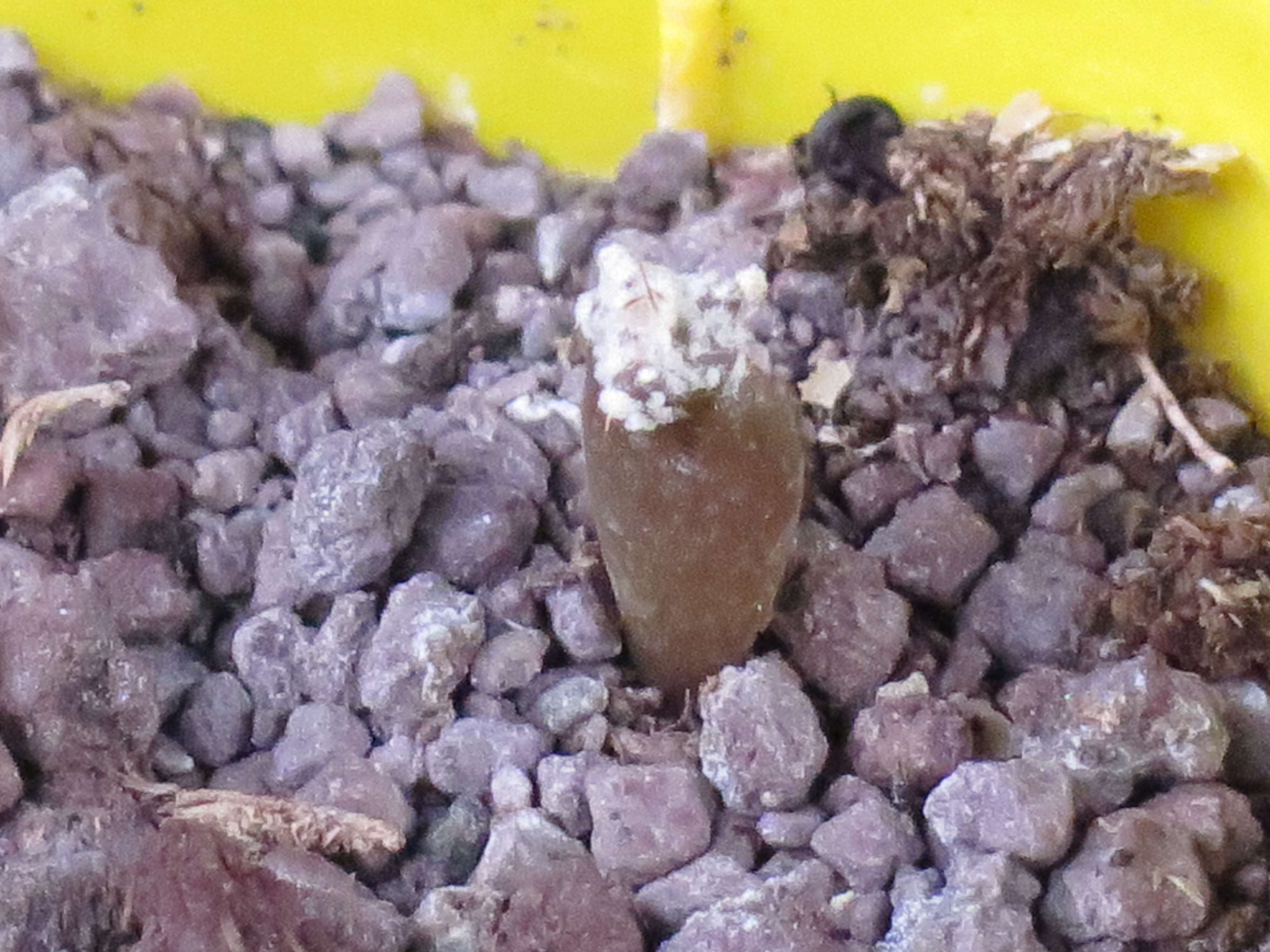
Plántula en crecimiento
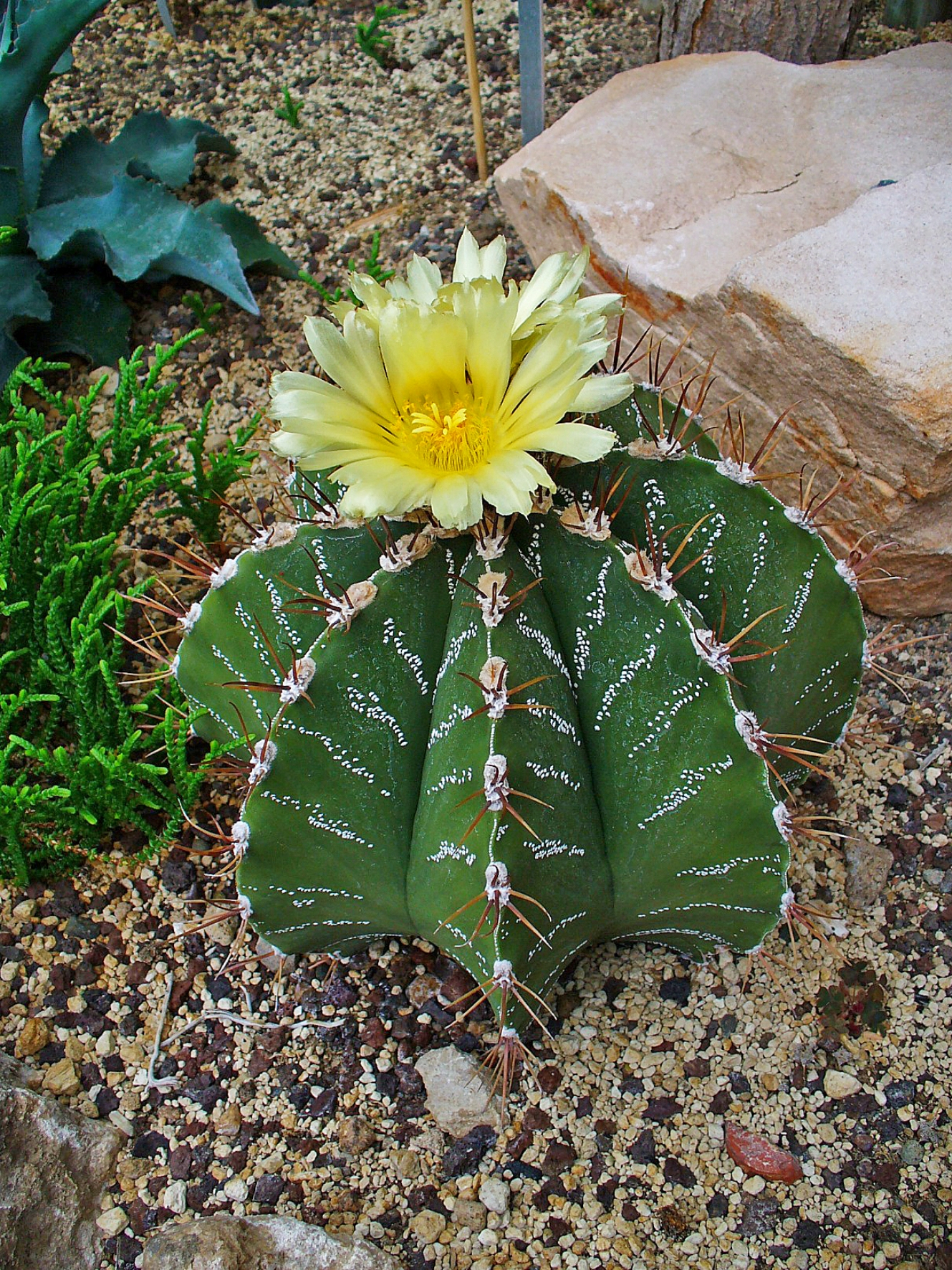
Planta en flor
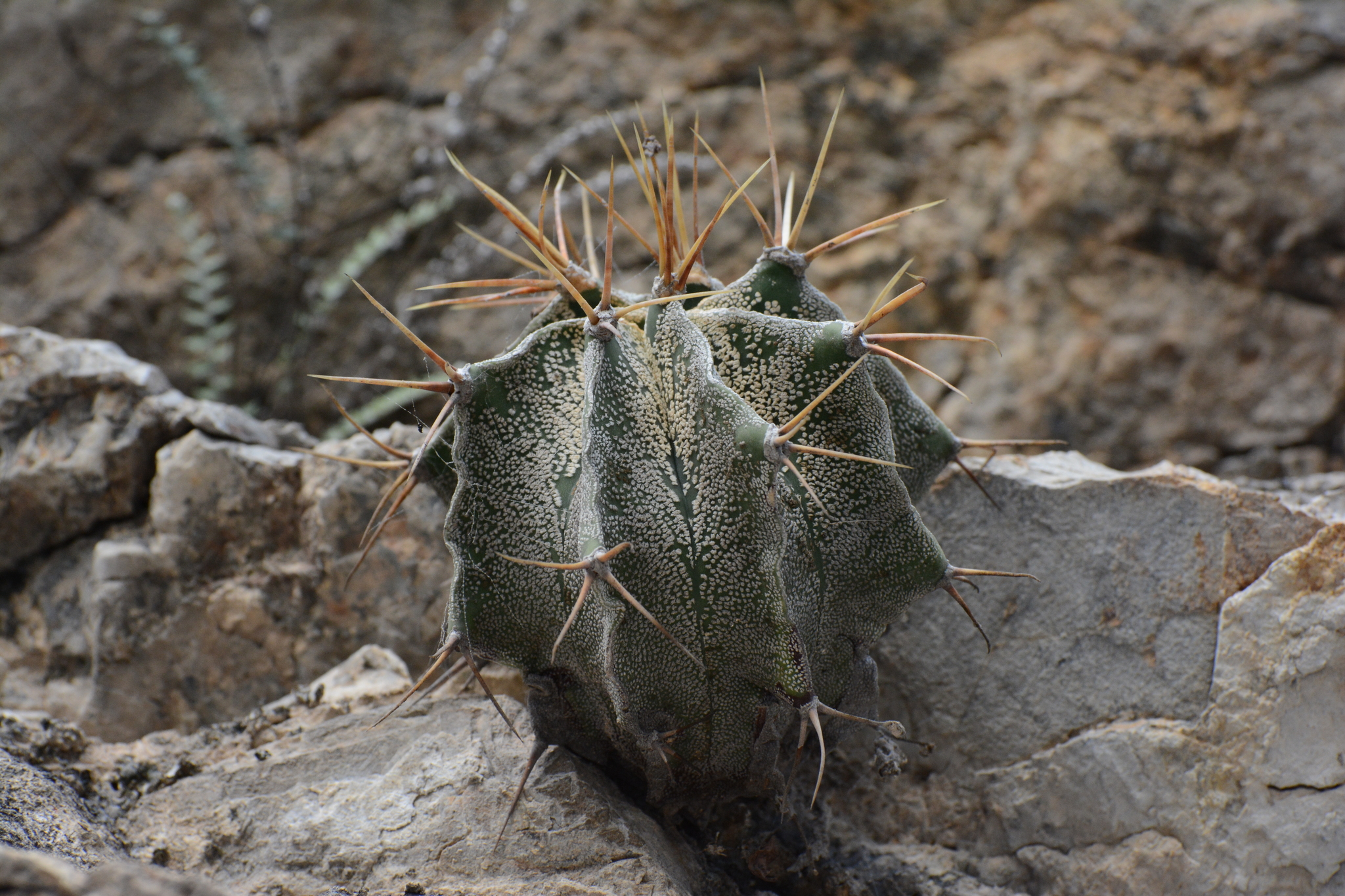
Planta en su hábitat
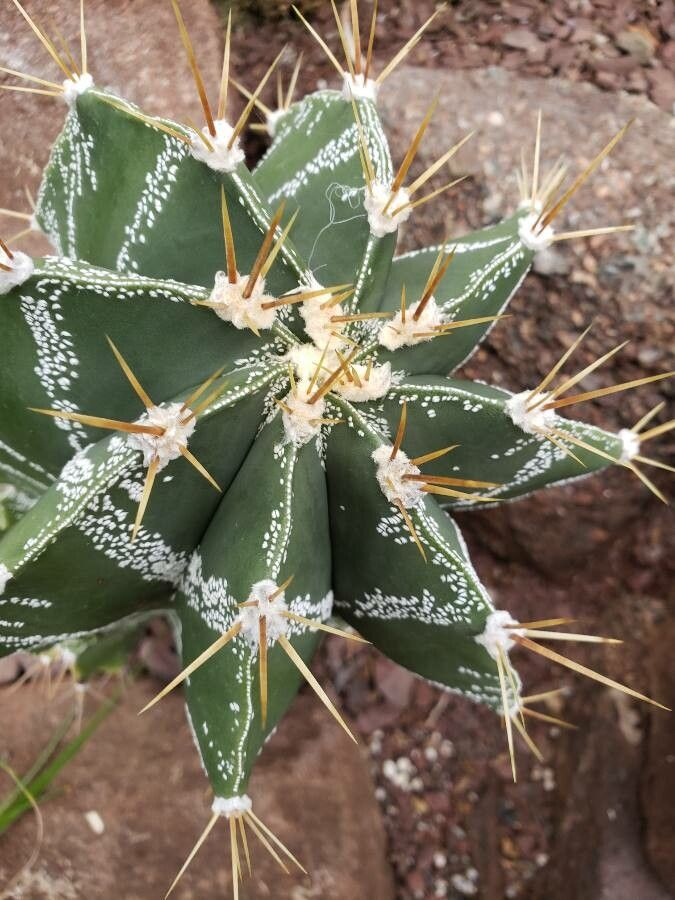
Detalle del patrón de bandas